# 化州市融媒体中心
化州市融媒体中心是中华人民共和国广东省化州市的縣級媒體中心。其前身为化州市广播电视台、化州市新闻中心。